# 安多尼·苏维萨雷塔
安多尼·苏维萨雷塔·乌雷塔（1961年10月23日—），西班牙前足球運動員，司職守门员，曾經是西班牙國家隊代表國家隊次數最多的球員，後被卡西利亚斯打破。他是国际足坛著名的常青树之一。
蘇比沙列特出身於西班牙的小型球會阿拉维斯，其後曾為另一支西班牙球會毕尔巴鄂贏過兩屆聯賽冠軍。1986年他轉會該國超級球會巴塞罗那，贏得四聯聯賽冠軍和一屆歐冠盃冠軍。在國家隊他十多年來都是雷打不動的絕對主力，不過由於當時西班牙良將缺乏，長期於國際賽節節敗退，蘇比沙列特也因而屢受批評者攻擊，認為他只不過是因為在球會巴塞罗那有大量外援助陣才顯得優秀。
1998年法国世界杯，蘇比沙列特在西班牙對陣尼日利亞的小組比賽中出現嚴重低級失誤，導致西班牙在該次大賽中小組慘遭淘汰，而他亦在賽後宣佈退役。
2010年起任巴塞罗那队竞技主管。

## 国家队生涯
1985年1月23日，苏维萨雷塔在对芬兰的友谊赛中首次代表西班牙国家队出场，球队以3-1获胜。在接下来的13年里，他共代表国家队出场125次。
苏维萨雷塔连续四次参加了FIFA世界杯：1986年，1990年，1994年和1998年。在他的最后一次比赛中，他在对阵尼日利亚的小组赛中打进一球，可惜是乌龙球，最终球队以3-2失利。他还参加了1988年和1996年的欧洲足球锦标赛，并一直作为首发球员亮相。他和他的副手Francisco Buyo曾一度保持国家队连续不败比赛纪录，直到2008年10月被Iker Casillas和Pepe Reina打破；他的国家队出场次数也在2011年11月15日被Iker Casillas超越。
此外，苏维萨雷塔还曾与巴斯克国家足球队进行比赛。

## 扑救风格
在整个职业生涯中，苏维萨雷塔以"Zubi"的绰号闻名。他被认为是他巅峰时期世界上最优秀的守门员之一，也被视为西班牙和巴塞罗那最伟大和最成功的守门员之一。他表现出高度的稳定性、冷静和高效，尤其是他出色的站位感。他更倾向于高效而非华丽的风格，虽然他的扑救能力出色，可以做出决定性的扑救。他以智慧、镇定和领导能力在球门上脱颖而出，他能组织后防线并给予后卫一种平静和自信的感觉。他还以他的工作投入和职业生涯的长久性闻名，以及他冲出球门的能力。
尽管在约翰·克鲁伊夫的巴塞罗那采用传控为基础的比赛风格，后卫和守门员在控球和从后场传球方面承担更多责任，但苏维萨雷塔在场上的控球技术并不特别出色。他有限的技术技能经常受到主教练的批评，并最终导致他在1994年离开俱乐部。

## 榮譽
- 西甲聯賽冠軍：1983、1984、1991、1992、1993、1994
- 歐冠盃冠軍：1991